# Hamburgö

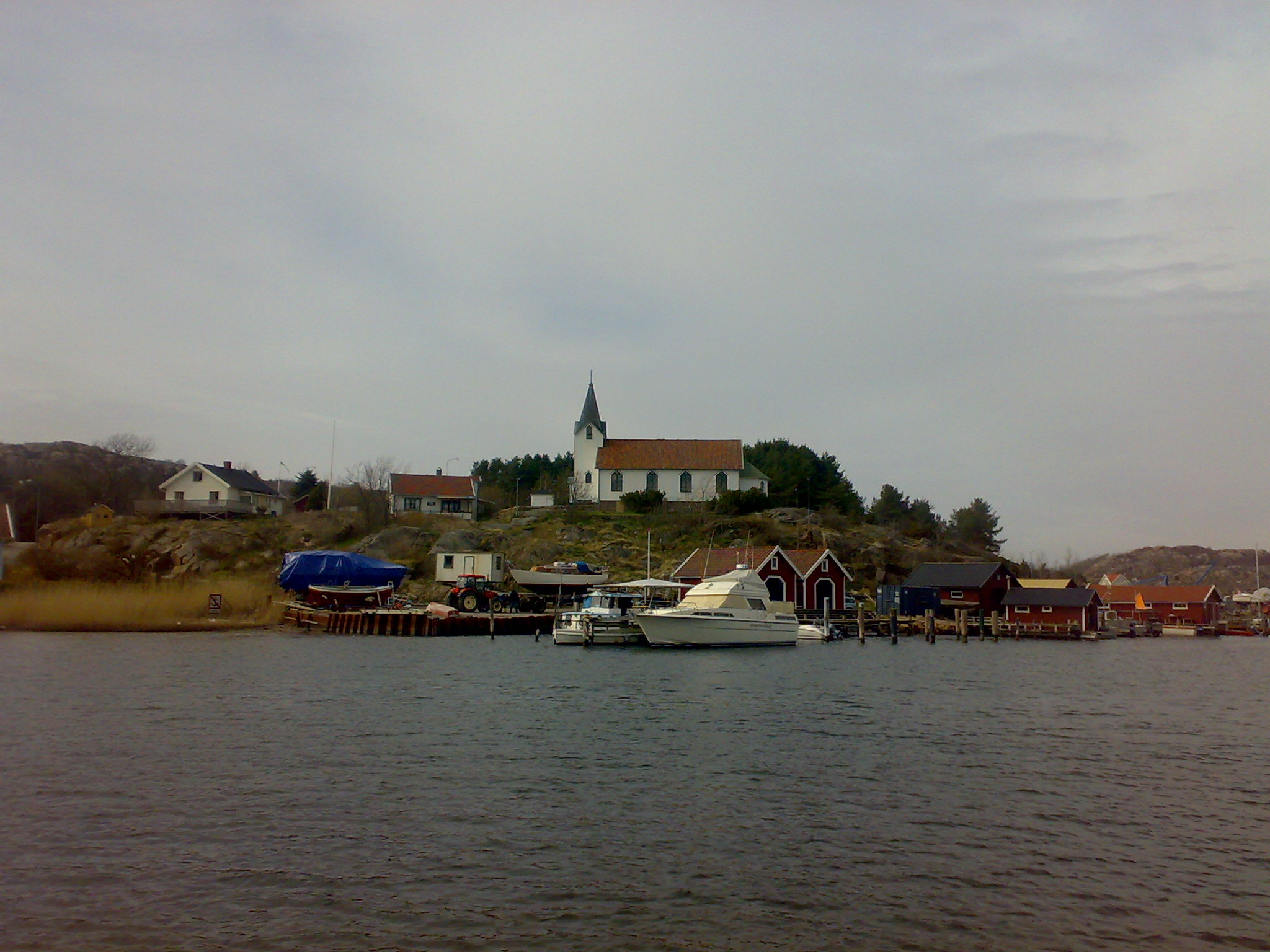
Vy på Hamburgö samt kyrkan.

Hamburgö är en ö i Kville socken i Tanums kommuns södra skärgård, Bohuslän. Ön bildar västra stranden utefter sundet genom Hamburgsund. Sundet är, där det är som smalast, knappt 50 meter brett. Hamburgö är i nord-sydlig riktning nästan fem kilometer lång.
En bebyggelse har på ön avgränsats till en småort benämnd Hamburgö. Ön är förbunden med fastlandet via en lindragen färja, den så kallade Hamburgsundsleden. Hamburgsunds kapell ligger strax norr om öns färjeläge.
Filmen En sång för Martin är till stora delar inspelad på Hamburgö.

## Historia
Ön var tidigt bebyggd, troligen uppstod den första bebyggelsen i samband med sillperioder kring 1500-talets början. Den tidigaste bebyggelsen fanns troligen på öns västra sida. I mitten av 1500-talet inrättas en tullstation, tullbod, vid sundets norra ände på Hamburgö. Platsen heter än idag Tullboden (Tollbue).

## Etymologi
Ön hette tidigt Hornbora, den hornbärande. Ett namn som kanske kan ha ett samband med de utskjutande uddarna på södra delen av ön. 